# Hyperdimension Neptunia Victory II
Hyperdimension Neptunia Victory II (яп. 新次元ゲイム ネプテューヌ) — японская ролевая игра, четвёртая в серии Hyperdimension Neptunia и первая игра, вышедшая на платформу Playstation 4. Позже была выпущена на платформу Microsoft Windows. Выпущена в Японии 23 апреля 2015 года, в США 2 февраля 2016 года и в Европе 12 февраля 2016 года. Версия для Microsoft Windows вышла 5 июля 2016 года в сервисе Steam.

## Разработка
Игра была анонсирована 16 марта 2014 года, во время игровой выставки «Game no Dengeki Kanshasai 2014», вместе с Hyperdimension Neptunia U: Action Unleashed. 16 июня 2014 года было объявлено, что игра станет эксклюзивом для PS4.
Разработчик Compile Heart изначально хотел выпустить три главы как отдельные игры, в результате чего были созданы разные логотипы для каждой истории.

## Игровой процесс
В игре показана новая система сражения, хотя некоторые черты с предыдущих игр всё ещё остались. Геймплей делает сильный акцент в расположении персонажей. Каждая богиня теперь имеет NEXT-форму, которая является новым видом трансформации поверх обыкновенной божественной формы; эта форма добавляет новый игровой процесс вдобавок к изменениям в характере.

## Сюжет
Игра разделена на три отдельные главы с разными историями для каждого мира.
- Zero Dimension Neptunia Z: Twilight of the Desperate CPU (яп. 零次元ゲイム ネプテューヌZ 崖っぷち女神のラグナロク)
- Hyperdimension Neptunia G: The Golden Leaders, Reconstructors of Gamindustri (яп. 超次元ゲイムネプテューヌG 黄金の先導者 ギョウ界改変のエグジスタンス)
- Heartdimension Neptunia H: Trilogy Finale: Into Legend (яп. 心次元ゲイム ネプテューヌH トリロジーファイナル そして伝説へ)

## Отзывы и продажи
| Сводный рейтинг | Сводный рейтинг |
| Агрегатор       | Оценка          |
| --------------- | --------------- |
| GameRankings    | 71,25 %         |

Летом 2018 года, благодаря уязвимости в защите Steam Web API, стало известно, что точное количество пользователей сервиса Steam, которые играли в игру хотя бы один раз, составляет 75 376 человек.